# Ludwig Brückner (Mediziner, 1814)
Friedrich Wilhelm Ludwig Brückner, genannt der Ältere, zur Unterscheidung vom Sohn auch Ludwig (I.) Brückner (* 22. Februar 1814 in Neubrandenburg; † 3. Dezember 1902 ebenda) war ein deutscher Mediziner, Museumsleiter und Heimatkundler.

## Leben
Ludwig Brückner (Nr. 45 der Geschlechtszählung) entstammte einer mecklenburgischen Gelehrtenfamilie. Er war jüngstes von sechs Kindern des Juristen und Hofrats (Ernst) Friedrich (Christoph) Brückner (1766–1837) und der Neubrandenburger Juristentochter Johanna, geb. Funk (1775–1841). Der Jurist und Neubrandenburger Bürgermeister Friedrich Brückner war sein Bruder.
Brückner besuchte höhere Schulen in Neubrandenburg und Stralsund. Ab 1835 absolvierte er ein Medizinstudium in Berlin, Heidelberg und Halle, das er 1839 mit der Promotion in Halle abschloss. Ab 1840 war er für 50 Jahre als praktischer Arzt in Neubrandenburg tätig. Sein prominentester Patient und Freund war Fritz Reuter während dessen Neubrandenburger Zeit (1856–1863). Während des Deutsch-Französischen Krieges 1870/71 gehörte er der Lazarett-Kommission für Kriegsgefangene an. 1871 wurde er zum Rat, 1889 zum Medizinalrat ernannt. 1890 überließ er die Arztpraxis seinem namensgleichen Sohn und zog sich ins Privatleben zurück.
Brückner beschäftigte sich intensiv mit Archäologie und Heimatforschung, wozu auch das Sammeln naturgeschichtlicher und vorgeschichtlicher Funde sowie das Durchführen von Ausgrabungen etwa an Großsteingräbern gehörte. 1872 gehörte er mit Wilhelm Ahlers, Viktor Siemerling und Franz Boll zu den Gründungsvätern des Neubrandenburger Museumsvereins, der bis in die 1930er Jahre das heutige Regionalmuseum Neubrandenburg im Treptower Tor betrieb. Hier konnte er seine Funde präsentieren. Von 1879 bis 1902 war er Vereinsvorsitzender, ab 1889 Ehrenpräsident des Vorstands des Museumsvereins und Leiter der Sammlung. Er war auch Mitglied im Verein für mecklenburgische Geschichte und Altertumskunde, der Berliner Gesellschaft für Anthropologie, Ethnologie und Urgeschichte und korrespondierte mit Heinrich Schliemann und Rudolf Virchow. Von Virchow gab es 1889 eine „Würdigung für L. Brückner sen. anlässlich seines 50jährigen Doktorjubiläums“.
Ludwig Brückner war ab dem 5. Mai 1843 verheiratet mit (Charlotte) Luise Krull (1823–1886), Tochter des Neubrandenburger Tuchhändlers und Kramer-Altermanns Friedrich August Krull (1789–1857). Von den vier Söhnen des Paares wurde (Ernst Friedrich) Ludwig (der Jüngere, 1844–1922) ebenfalls ein bekannter Arzt in Neubrandenburg, der auch Brückners Werk als Nachfolger im Vereinsvorstand des Museumsvereins fortführte. Der Historiker Franz Boll war Ludwig Brückners Schwager. Seine Enkelin Irmgard Unger-Brückner (1886–1978) gründete in Neubrandenburg eine Niederdeutsche Bühne, die bis heute besteht. Sein Enkel Erich Brückner (1881–1972) hatte als Architekt und Denkmalpfleger in den ersten Dezennien des 20. Jahrhunderts maßgeblichen Anteil am Entstehen des vierbändigen Inventars der Kunst- und Geschichtsdenkmäler des Freistaates Mecklenburg-Strelitz.
Alle Gräber der Brückner-Familie befanden sich seit dem frühen 19. Jahrhundert auf dem alten Friedhof in Neubrandenburg und sind nicht erhalten.

## Schriften (Auswahl)
- De venae sectione in gravidis instituenda. (Dissertation, 1839)
- Alte Wohnplätze bei dem auf der Feldmark von Neubrandenburg liegenden Gute Fünfeichen. (1883)
- Rethra lag auf der Fischerinsel in der Tollense. (1889) (Digitalisate und Volltext: Hauptteil, Entgegnung von Franz Schildt, Bemerkungen dazu von Hermann Grotefend)
- Zur Rethrafrage. In: Jahrbücher des Vereins für mecklenburgische Geschichte und Altertumskunde. 3 Teile (1890–1892) (Digitalisate und Volltext: Hauptteil, Nachtrag, Berichtigung)